# شهر الموليير

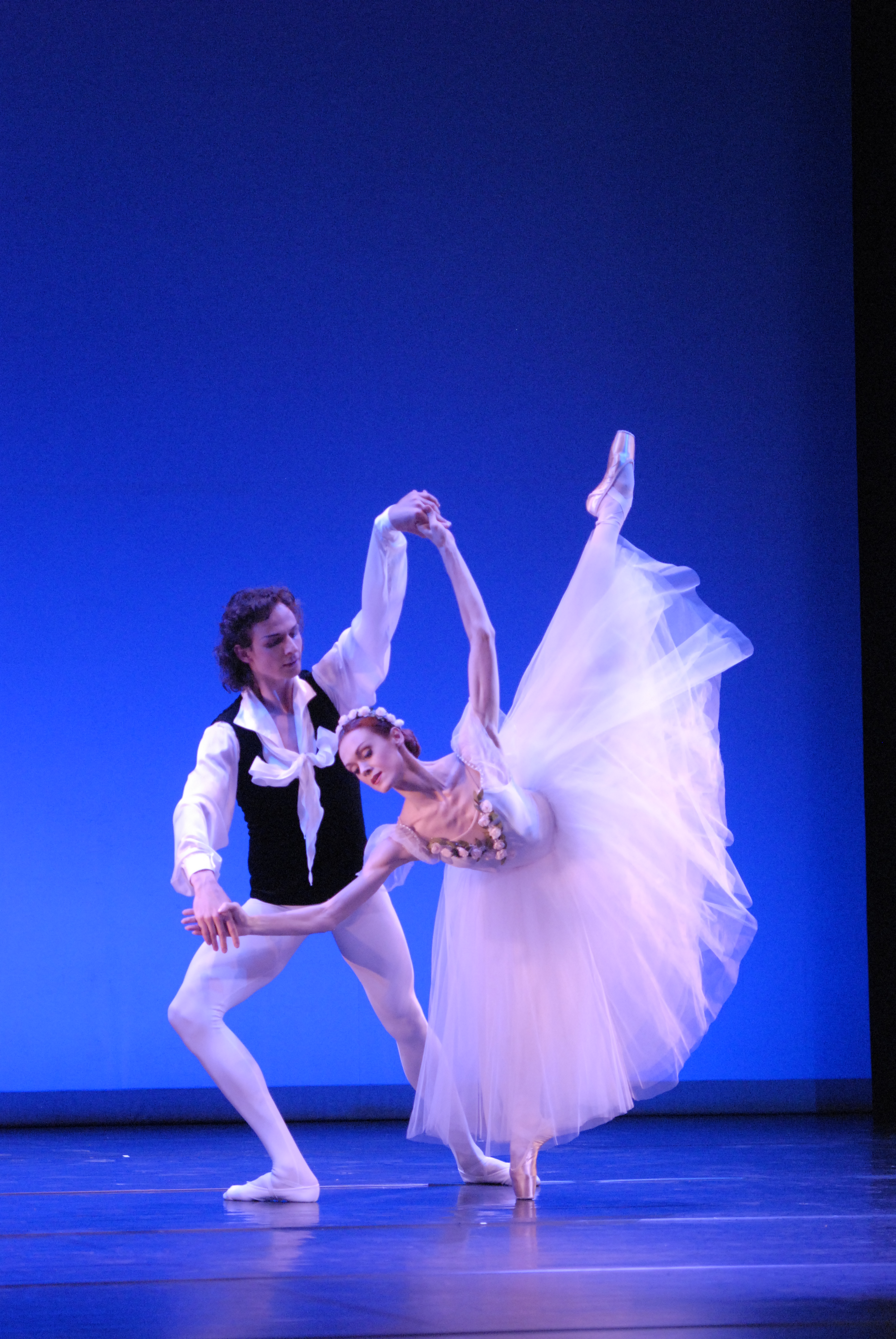
تبين هذه الصور نوع من الرقصو نمودج احتفال الفرنسيون بشهر الموليير الذي يقام سنويا وتعتبر رمزا لثقافة الفرنسية

شهر الموليير هو مهرجان مسرحي وموسيقي يقام سنوياً من بداية شهر يونيو إلى نهايته.
يدور الاحتفال في الشوارع والحدائق العامة والمسارح والمواقع التاريخية لمدينة فرساي ويستضيف أكثر من 10000 محتفل. ابتكر هذا الاحتفال "فرانسوا مازيرز" في عام 1996 ويعد حافزا لإحياء المسرح الجماهيري الكبير مُركزاً فيه على برمجة الشركات الصغرى التي تُقدم غالبية عروضه مجانا. 

## التاريخ
تم اختيار اسم "شهر الموليير" من قبل مبتكريه نظرا للعلاقة التي تربط بين فرساي وموليير بما أنه أشهر كاتب مسرحي في محكمة لويس الرابع عشر. وتربط أعماله بين المسرح والموسيقى والرقص وهي دعوة عامة للمسرح الشعبي ومتاحة للجميع و تضم كذلك الاهداف التي عرضت في مهرجان.    